# Ford B (1904)
Pour les articles homonymes, voir Ford (homonymie) et Ford B.
La Ford B est une évolution haut de gamme des premiers modèles de Ford A (1903-1904), conçus par Henry Ford, (avec garniture en bois poli et en laiton), présentée par Ford en 1904. 

## Historique
Fabriquée à l'usine Ford de l'avenue Piquette à Détroit. C'était le premier modèle de Ford à utiliser une configuration de moteur à l'avant et roues arrière motrices. Elle dispose d'un moteur de 4 cylindres de 4,7 litres pour 24 chevaux, positionné à l'avant, derrière un radiateur conventionnel, et fabriqué par les frères John et Horace Dodge (associés de Ford, et PDG fondateurs de Dodge en 1914). La plus petite Ford Model C dérivée de la Ford A avait son moteur 2 cylindres à plat sous le siège.
Elle s'est vendue en petite série d'environ 500 exemplaires, en raison de son prix de 2000 dollars (équivalent à 57000 $ aujourd'hui). À ce prix ce modèle était considéré comme une voiture haut de gamme. Produit pendant trois ans, les ventes étaient plus lentes que la Model C (la Model B coûtait trois fois plus cher que la Ford Model C (1904–1905) à moteur 2 cylindres). La Ford Model B a été remplacée par le dérivé Ford Model K en 1906.

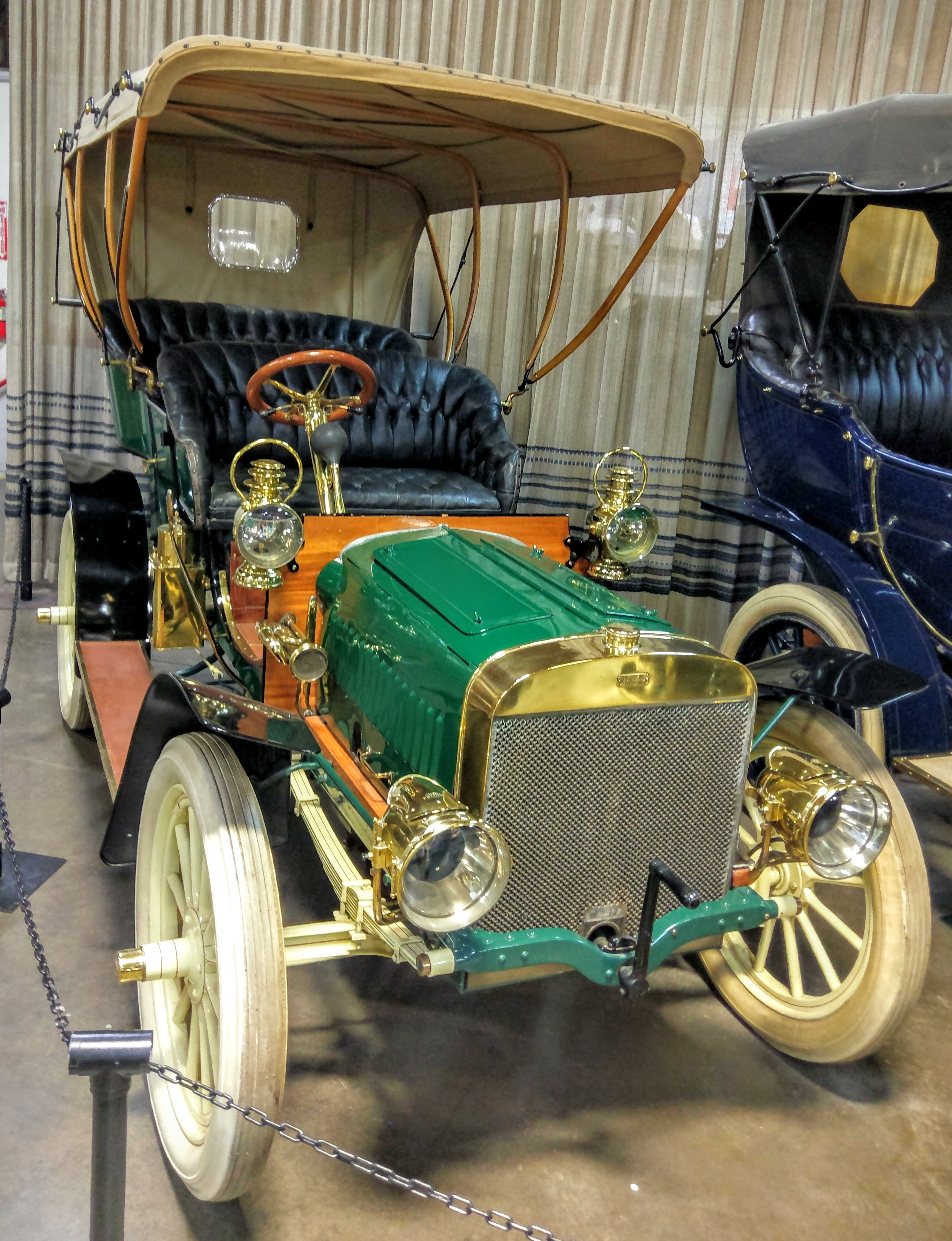
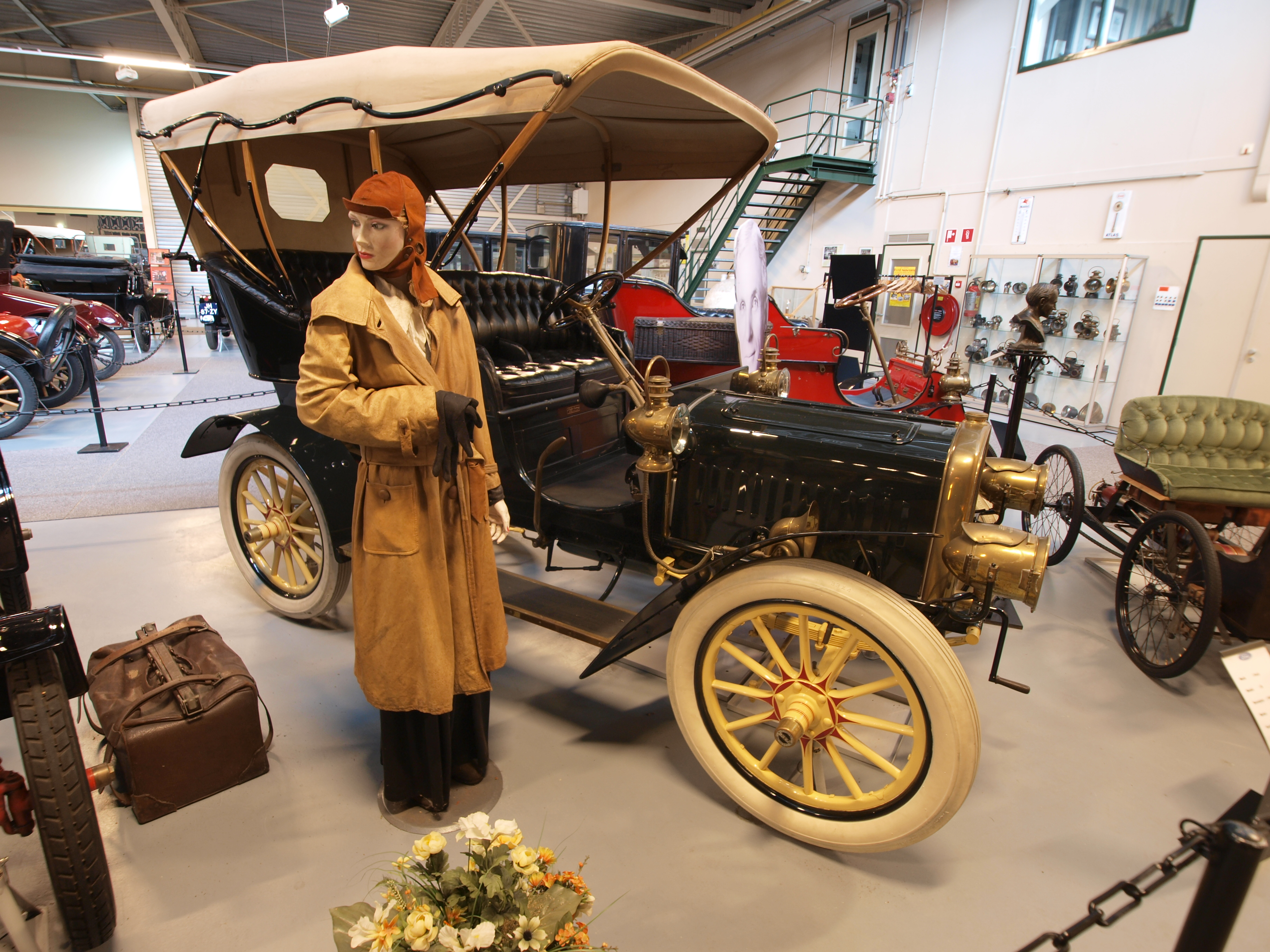
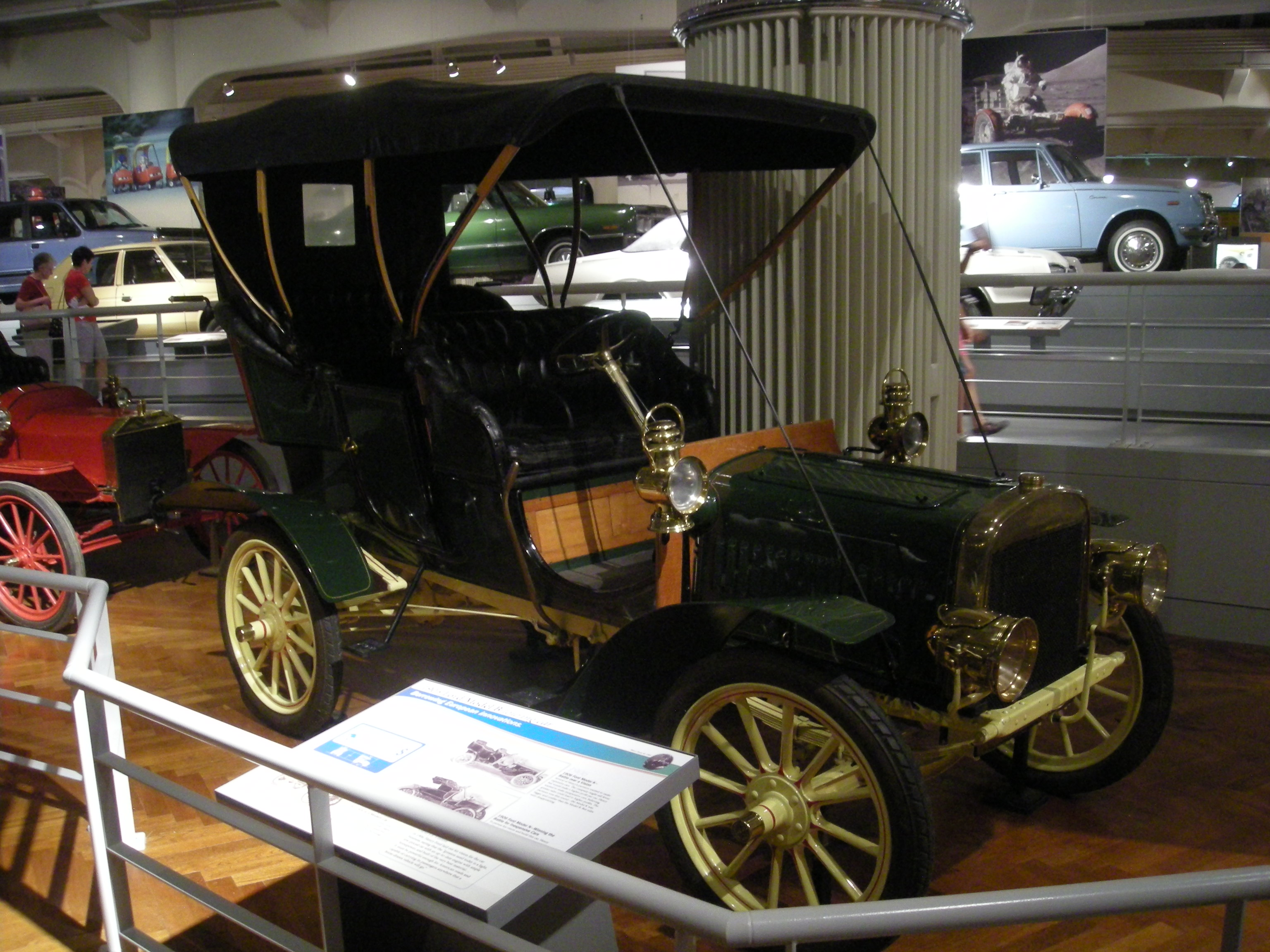
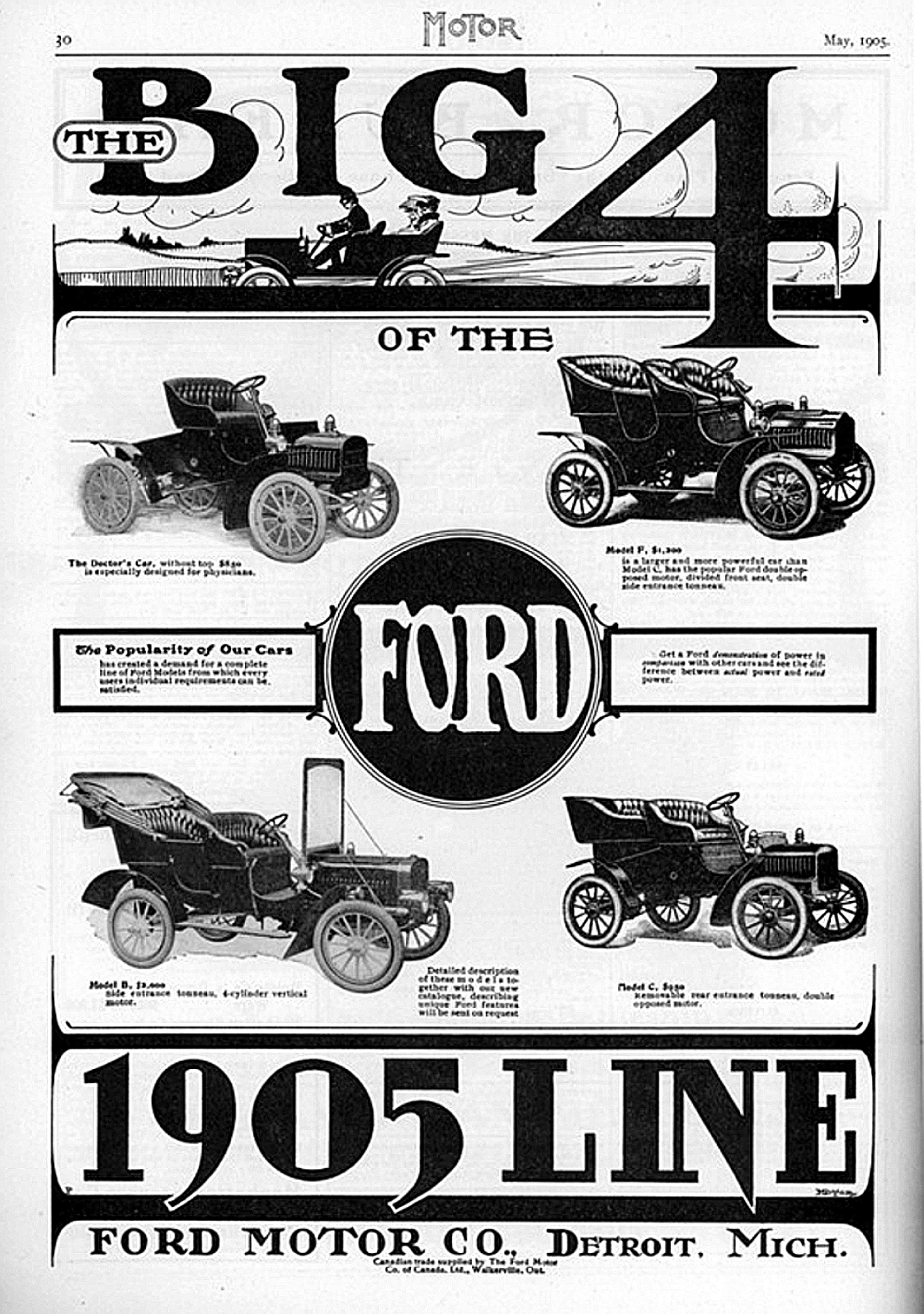
Publicité Ford de 1905
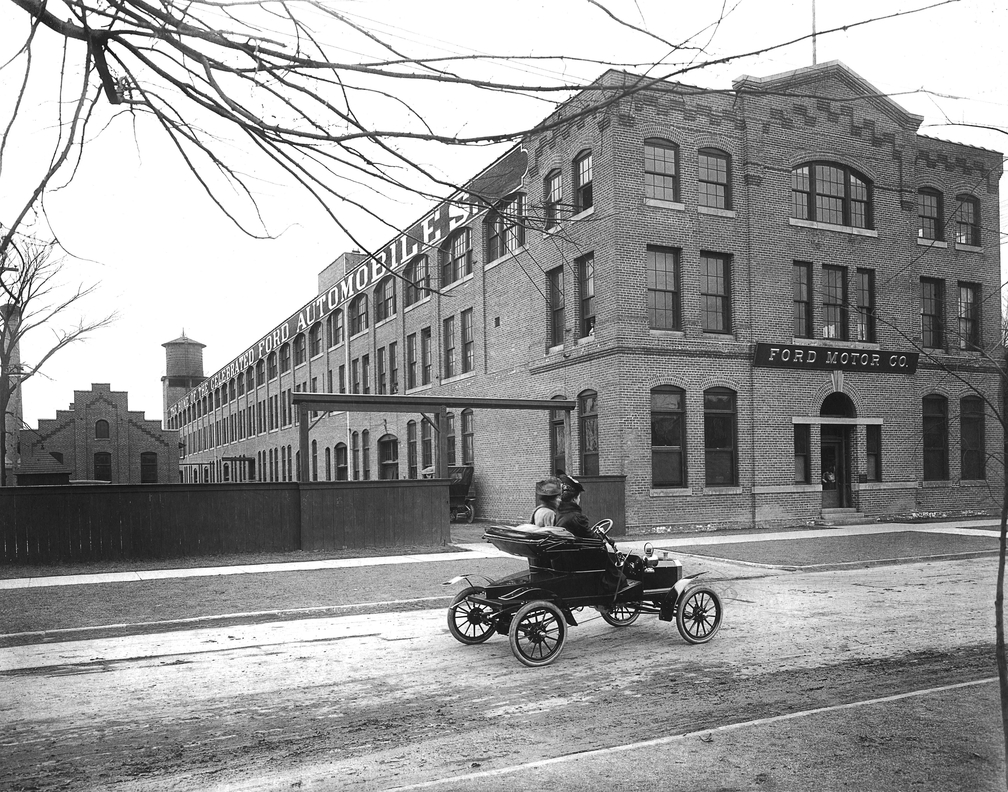
Usine Ford Piquette Avenue de Détroit
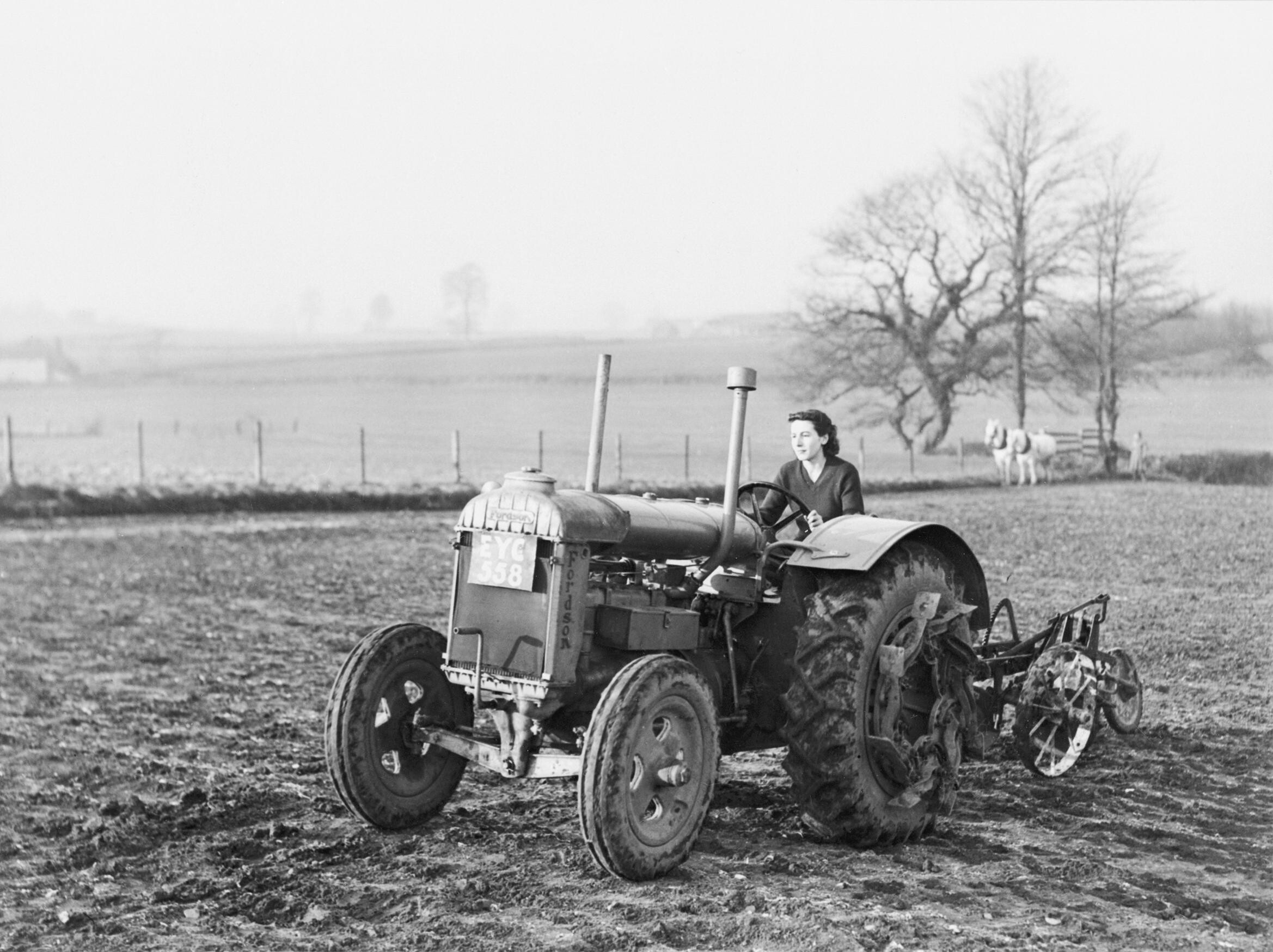
Tracteur agricole Fordson (1915 à 1964) à base de Ford B
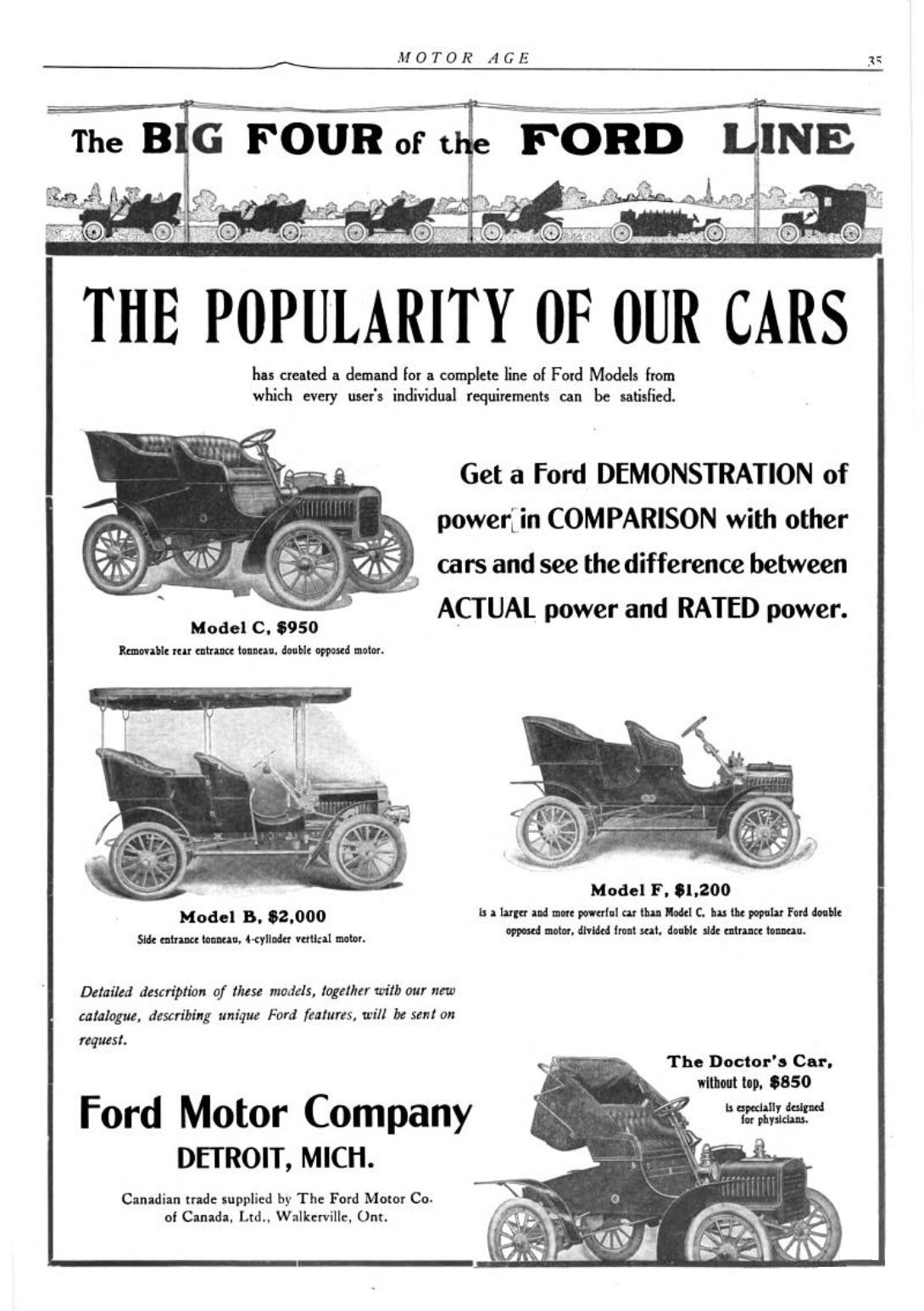
Publicité Ford de 1905

## Ford B (1932-1934)
À partir de 1909, la myriade de modèles Ford s'efface au profit des seules Ford T produites avec diverses variations jusqu'en 1927 et remplacées par les Model A en 1928, faisant le choix de ne produire qu'un seul modèle à la fois en version Standard et Deluxe (à l'exception des camions) jusque dans les années 1950.
Le modèle qui supplantera les Ford A en 1932 est baptisé Ford Model B, appellation qui ne définit en réalité que la version la moins puissante à moteur quatre cylindres ; les Ford V8 étant appelées Model 18 (en 1932) puis (Model 40) avec une puissance et une longueur plus importantes.